# Попугаев, Василий Васильевич
Васи́лий Васи́льевич Попуга́ев (1778 или 1779, Санкт-Петербург — около 1816, Тверь?) — русский писатель

, поэт, просветитель; член Вольного общества любителей словесности, наук и художеств.

## Биография
Родился в семье художника в 1778 или 1779 году. Рано остался без родителей и в 1786 году был принят на казённый счёт в гимназию при Академии наук, в которой проучился 12 лет, но не закончил курса. В 1797 году он определился на службу в петербургскую Цензуру, одновременно учительствуя в немецкой школе Св. Петра, где преподавал русский язык и литературу. Однако связь с академической гимназией не потерял и был одним из учредителей Вольного Общества любителей словесности, наук и художеств.
Затем, в декабре 1802 года поступил в Комиссию составления законов, где находился до августа 1811 года, сначала в должности помощника редактора во 2-й экспедиции, а с 1809 года — в должности начальника архива комиссии.
С 18 июня 1812 года Попугаев состоял на службе в Экспедиции путей сообщения: сначала исполнял должность столоначальника разряда сухопутных сообщений, а с 1816 года был переводчиком в канцелярии Главного управления.
Точных сведений о дальнейшей его жизни не сохранилось; по воспоминаниям Н. И. Греча, Попугаев умер в 1816 году и, вероятно, в Твери. По словам Греча, Попугаев был «пламенный, эксцентрический поэт, неистовый друг правды и гонитель зла, непостоянный, вспыльчивый, благородный и простодушный», служивший нередко «предметом насмешек со стороны людей, не понимавших и не стоивших его».

## Творчество
Литературная деятельность Василия Попугаева была непродолжительна (10—12 лет), но, несмотря на это и на скромные её размеры, Попугаев, как писатель, личность весьма любопытная: он один из немногих, но ярких выразителей того политического направления, которое зародилось при Екатерине II, не успело заглохнуть при Павле и с новой силой пробивалось в литературу и жизнь в начале царствования Александра I.
Из трудов Попугаева отдельно были изданы повесть «Аптекарский Остров, или бедствия любви» (СПб., 1800) и сборник стихотворений «Минуты Муз» (СПб., 1801, кн. I). В «Периодическом издании Вольного Общества любителей словесности, наук и художеств» (ч. I., СПб., 1804) Попугаев поместил несколько стихотворных и прозаических произведений; в их числе: «Негр» (выдан за перевод с испанского), «Достоинство старого воспитания в России», «О политическом просвещении вообще», «О публичном общественном воспитании и влиянии оного на политическое просвещение», «О постепенности Училищ и соображении с сей постепенностью политических предметов воспитания», «Об истории, как предмете политического воспитания», «Заключение о преподавании в общественном воспитании других отраслей наук». В журнале члена Общества Н. Ф. Остолопова — «Любитель словесности» (1806 г., III) были помещены его «Русские анекдоты» (историч.). В сборнике члена Общества Бенитцкого — «Талия» (1807 г.) — несколько стихотворений. Наконец, несколько произведений Попугаева сохранились в рукописи; из ненапечатанных произведений были известны переводы из Вольнея, Филанджиери, Макиавелли, Тацита и др. («Общий план законоположения», «О влиянии просвещения на законы и правление», «О феодальном правлении», «Юридическое рассуждение о умерщвлении младенцев», «О монархии» и мн. др.); оригинальные сочинения: «Спартанцы», «Несчастное семейство», «О поэзии», «Рассуждение о цветах радуги», «Опыт о благоденствии народных обществ» и др.

## Деятельность в «Вольном Обществе любителей словесности, наук и художеств»
Общество это на первых порах имело в виду преследовать цели исключительно самообразовательные, но вкусы основателей его — Борна и в особенности Попугаева — скоро придали занятиям общества некоторый специфический характер: интересы чисто литературные должны были скоро уступить место социально-политическим, причём и литературная струя принимала зачастую политическую окраску. Душой этого Общества в первые годы его существования был Попугаев: он был первым его секретарём, цензором, представителем, вербовавшим новых членов, самым усердным докладчиком и сотрудником изданий Общества. Личность, без сомнения, даровитая энергичная, с значительной эрудицией, Попугаев, по верному замечанию Греча, «вдохновенный самыми чистыми намерениями, равнодушный к суждениям света и житейским отношениям, бросался во все стороны, начинал многое и не кончил ничего». Он начал усердно упражняться в писании стихов легкого и серьёзного содержания и повестей, но постепенно перешёл к публицистическим рассуждениям; изучал и переводил западных философов и юристов, занимался филологией, историей, наконец, физикой; писал доклады и статьи по всем названным предметам. Человек серьёзного ума, строгий к себе и другим, страстный, увлекавшийся, воспитывавший себя на литературе французских теоретиков — «вольнодумцев» XVIII века и сам ставший «вольнодумцем»: его идеалом общественного устройства была древняя республиканская Спарта, со всеми её суровыми установлениями, особенно по части воспитания; самым дорогим для него званием было «титло гражданина»; лучшим богатством — личная свобода; наибольшим злом он считал бездеятельность, честолюбие, тиранию и рабство. Все эти взгляды ясно, а порой и резко Попугаев успел высказать и в своих страстных стихотворениях на «гражданские мотивы». Как и прочие сотрудники Общества, он приветствовал новое царствование (Александра I), обещавшее покровительствовать «просвещению», но не упускал случая напомнить, что сильные должны «блюсти законы», «хранить счастие людей», «шествовать стезями правды», заботиться о мирном развитии государства, ибо «где крови лавр, — там терн и ель»; кроме того, в стихах его постоянно слышится призыв к общественной деятельности, просвещению, гуманности. Но всего резче гражданские идеалы Попугаева сказались в его речах перед Обществом, в докладах и статьях, — например в ряде статей под общим заглавием: «О политическом просвещении» и из последних особенно в статье «О публичном общественном воспитании и влиянии оного на политическое просвещение», где Попугаев проводит идею об объединении, путём воспитания, интересов разных классов общества, о настоятельной необходимости искоренить эгоистические и сословные предрассудки и воспитать в молодом поколении будущих граждан сознание святости общенародной пользы. В вопросе о воспитании, который усердно трактовался в то время в обществе вообще, а в частности сочленами Попугаева, последний держится следующих убеждений: «граждане могут жить, как им угодно, но просвещаться в одних Правлением (то есть правительством) признанных и утвержденных местах»; «общественное воспитание», по образцу Спарты, должно быть предпочтено перед «семейственным»; «всякому гражданину необходимо знать отношения и обязанности, связующие его с обществом: обычаи, законы и права суть первая и основная связь политических обществ и политики», посему изучение законов и истории должно быть поставлено на первом месте в деле воспитания; но история, как предмет воспитания, должна служить не столько наукой, обогащающей ум фактами прошлой жизни, порою, сведениями о «делах обыкновенных», но она должна быть преподаваема в «философическом духе», она должна быть «полезна для граждан единой нравственностью»; словом, «история должна быть зерцало дел великих, которая бы, как в картине, представляла питомцам бессмертия образцы для подражания и средства достигнуть до славы, ими предполагаемой или превзойти оную». Что касается политических убеждений Попугаева — следует отметить, что он сочувствовал космополитизму; он готов был «любить, как братьев, все народы», но это не мешало ему быть пламенным патриотом с явными демократическими тенденциями. Ненавидя рабство и воспевая в своих стихах вольность, он пишет повесть «Негр», в которой объявляет, что «воля не есть продажная и никакой тиран ею располагать не должен», восхваляет спартанцев и героев древности — борцов за свободу личности, пишет доклад «об участи земледельцев», в котором обрушивается на крепостничество, составляет в 2-х частях «Опыт о благоденствии народных обществ», который предлагает Обществу для издания; впрочем, члены почти единогласно нашли, что тон статьи слишком резок, даже и для того времени, когда «само правительство, сам Государь у нас занимался способами облегчения участи земледельцев»; наконец, следует упомянуть, что Попугаев был одним из горячих поклонников Радищева, память которого свято чтилась членами Общества; он же первый подал мысль (много обсуждавшуюся членами Общества, но не осуществленную) о сооружении памятника Минину и Пожарскому…
В марте 1811 года он оставил Общество и, по-видимому, прекратил свои литературные занятия.